# Prea tineri pentru riduri
Prea tineri pentru riduri este un film românesc din 1982, în regia lui Aurel Miheleș. 

## Rezumat
Petre Manole (Gabriel Costea), elev al Casei de Copii Școlari nr. 1, plănuiește să plece la tatăl său, care locuiește în Brașov. Într-o primă tentativă de fugă, el este recuperat de un lucrător de la casa de copii. Petre pleacă din nou, însoțit de colegii săi Vasile Andrieș-Costescu (Adrian Vâlcu) și Ștefan Firean (Lucian Prodan), care vor de asemenea să se întoarcă la părinții lor. Cei trei sunt duși în Răcoasa de către un crescător de vite. Petre merge să caute bani pentru drum, iar ceilalți doi îi promit că îl vor urma în curând. Totuși, ei pătrund într-un chioșc, unde fură dulciuri și sunt cuprinși de somn. A doua zi dimineața, proprietarul magazinului (Petre Gheorghiu) îi descoperă, însă copiii fug și își pierd urma. Ei se îndreaptă către o piață de zarzavaturi, unde o precupeață (Tamara Buciuceanu-Botez), aflând că sunt de la casa de copii, le oferă o masă; apoi, cei doi ajută un mecanic de tractor (Constantin Diplan). Între timp, Petre obține un bilet de tren prin amabilitatea unui bătrân pe care îl întâlnește în gară. Tânărul cunoaște în compartimentul de tren o fată, Rozica (Ana Cosîmbescu ), pe care o abordează cu îndrăzneală. El coboară din tren împreună cu ea, înainte de Brașov. Rozica locuiește la internat și acceptă invitația băiatului de a merge la cofetărie, însă vine însoțită de o colegă de cameră mai mare ca vârstă, dar nemăritată, numită Stela (Imola Gáspár). Geloasă pe cei doi copii, aceasta îi ironizează, însă băiatul ripostează și ea se ridică de la masă. Îndrăgostiții mai rămân împreună și apoi își iau rămas bun. Petre își continuă călătoria cu trenul.
Ceilalți doi băieți ajung la casa tatălui lui Ștefan, unde sunt întâmpinați de concubina acestuia, Frosina Popescu, infidelă când bărbatul ei nu se afla în oraș. Merg apoi la casa mamei lui Ștefan, care închiriase o parte din camere unor elevi de la școala unde lucra ca îngrijitoare. Petre a sosit la destinație între timp și îl întâlnește într-un parc pe Sile Mihăilescu, fost campion la box ajuns vânzător de baloane fără autorizație, care îl ajută să-și găsească tatăl. Acesta din urmă își declarase fiul mort cu un an în urmă și fuge de el în momentul când îl recunoaște de la distanță.
Dezamăgiți de nereușita lor, băieții hotărăsc să se întoarcă la casa de copii. Vasile și Ștefan se întorc mai întâi în Răcoasa, la femeia care îi ospătase la piață. Aflați aproape de casa ei, se opresc și desenează cu cretă pe un indicator. Un bătrân îi vede și îi sperie, amenințând că vor ajunge pe mâna miliției. Cei doi fug și se opresc în spatele casei precupeței, iar Ștefan se întâlnește neașteptat cu aceasta. Surprins, face un pas greșit, se rostogolește pe terenul foarte înclinat și cade în apa ce curgea la vale. Vasile ajunge la scurt timp, dar nu reușește să-l găsească. Femeia îl cheamă pe procuror (Stelian Stancu), care discută cu băiatul, dar îi pune declarația la îndoială de vreme ce nu are nicio dovadă asupra identității sale. Vasile merge la casa tatălui lui Ștefan și îi înmânează ochelarii sparți ai fiului lui, anunțându-i moartea. Petre și Vasile se reîntâlnesc la casa de copii, unde îl cunosc pe Cristian, un nou venit care seamănă cu Ștefan.

## Personal
Numele actorilor și ale echipei tehnice sunt menționate în ordinea apariției pe genericul filmului.

### Distribuția
- Gabriel Costea – Petre Manole
- Adrian Vâlcu – Vasile Andrieș-Costescu
- Lucian Prodan – Ștefan Firean
- Ana Cosîmbescu – Rozica
- Imola Gáspár – Stela
- Tamara Buciuceanu-Botez – precupeața
- Petre Gheorghiu – vânzătorul
- Constantin Diplan – tractoristul
- Nuni Anestin - Sile Mihăilescu
- Stelian Stancu – procurorul
- Rozina Cambos – Frosina Popescu
- Sile Mihăilescu

### Echipa tehnică
- scenariul – Mihai Stoian
- machiajul – Adriana Caragioiu
- costumele – Ileana Mirea
- decorurile – Magdalena Mărășescu
- regizor secund – Ioan Pitaru
- montajul – Ileana Mitu Puzdreac
- coloana sonoră – Andrei Papp
- muzica – Lucian Mețianu
- directorul filmului – Titi Popescu
- imaginea – Aurel Tripon
- regia – Aurel Miheleș

## Critică
În Dicționarul de filme românești, criticul Tudor Caranfil notează despre film: „Universul «delicat» al «instituționalizării» copiilor, abordat fără chemare, cu prudență și, mai ales, conformism. Lipsă totală de fantezie, emoție și forță expresivă într-o temă care tocmai asemenea «ingrediente» pretindea.”
Pelicula abordează un subiect social – situația nefericită a copiilor lăsați în îngrijirea statului de către părinții iresponsabili. Filmul își atinge scopul principal, care este prezentarea aspectelor emoționale ale separării de familie pentru trei băieți de la o casă de copii. În momentele cheie, la întâlnirile dintre copii și părinți, filmul ia deciziile corecte, nu mușamalizează și nu trivializează. 
Ca și o piesă de teatru care apelează la decor, filmul nu aspiră la realism. De exemplu, mulți protagoniști (directorul casei de copii, procurorul, mama din scena finală) sunt îmbrăcați extrem de bine deși se află în situații comune, iar oamenii se comportă invariabil frumos (șoferul darnic, precupeața inimoasă), cu excepția părinților. Băieții rămân îmbrăcați curat și impecabil (la cravată) după ce trec prin toate peripețiile, și nu trebuie să facă față prea mult la foame și frig. Privațiunile materiale inerente situației lor nu sunt subiectul principal al filmului. 
Rolurile principale sunt interpretate de către actorii-copii Gabriel Costea, Adrian Vâlcu și Lucian Prodan; în roluri episodice mai apar Nuni Anestin, Tamara Buciuceanu-Botez, Constantin Diplan, Imola Gáspár, Petre Gheorghiu, Rozina Cambos ș.a.
O altă caracteristică deosebită a filmului este lipsa completă a unui mesaj ideologic, explicit sau subliminal. Dimpotrivă, părinții sunt cei care formează din plante lozinca „Casa noastră ca o floare” în visul unuia din băieți (notabilă este și fronda inofensivului vânzător de baloane, ca o apariție de avertizare venită din viitorul băieților). Este o omisune remarcabilă pentru un film din această perioadă. De notat de asemenea că același lucru este valabil pentru filmul „Vin cicliștii” (1968) și că următorul film al regizorului din 1986 nu a fost terminat. Filmul are ca motto poezia Anei Blandiana „Ar trebui”, recitată la începutul și în încheierea filmului.